# Themisto libellula
Themisto libellula är en kräftdjursart som först beskrevs av Lichtenstein 1822.  Themisto libellula ingår i släktet Themisto och familjen Hyperiidae. Inga underarter finns listade i Catalogue of Life.